# Lex Ogulnia
Lex Ogulnia es la denominación de una ley romana promulgada el año 300 a. C., como uno de los más destacados resultados del conflicto patricio-plebeyo en la República romana. Debe su nombre a Quinto Ogulnio Galo, tribuno de la plebe.
La ley abría el sacerdocio a los plebeyos e incrementaba el número de pontífices, anteriormente cinco, a nueve (en ambos casos, incluyendo el pontifex maximus). El primer plebeyo en ocupar el cargo de pontifex maximus fue Tiberio Coruncanio en el año 254 a. C.
También exigía que cinco de los augures debían ser plebeyos.